# Metilsulfonilmetano
Il dimetilsolfone, nome IUPAC metilsolfonilmetano (sigla: MSM), ha formula molecolare (CH3)2SO2. È il più semplice rappresentante della classe dei solfoni, composti organici solforati caratterizzati dalla presenza del gruppo funzionale bivalente solfonile >S(=O)2. In esso l'atomo di zolfo è esavalente e allo stato di ossidazione +2, ed è unito a due gruppi alchilici o arilici, indifferentemente.
È conosciuto anche con vari altri nomi, tra cui solfone di metile, dimetil solfone e con la sigla DMSO2. Si trova in alcune piante primitive, come l'aloe africana e lo psidium guajava, è presente in piccole quantità in molti alimenti e bevande, ed è commercializzato come integratore alimentare.

## Proprietà e struttura molecolare
Il dimetilsolfone è un composto termodinamicamente molto stabile: ΔHƒ° = -373 kJ/mol, ma anche termicamente e chimicamente e per questo è impiegato anche come solvente ad alta temperatura. Resiste bene all'ossidazione, a differenza del dimetilsolfossido, e anche alle riduzioni, salvo quelle con LAH.
A temperatura ambiente si presenta sotto forma di cristalli incolori o polvere cristallina bianca inodore, con punto di fusione di 109 °C, valore che è piuttosto alto a confronto dell'analogo dimetilsolfossido (DMSO) [(CH3)2S=O] (18,5 °C), molecola di taglia simile, che invece dà luogo ad un liquido a temperatura ambiente. Il dimetilsolfone si scioglie facilmente in acqua (150 g/L a 20 °C), è una sostanza combustibile, ma non facilmente infiammabile. Si scioglie anche in metanolo, etanolo e acetone.
Il dimetilsolfone cristallizza nel sistema ortorombico, gruppo spaziale Cmcm. La cella elementare, che contiene quattro molecole, ha dimensioni date da: a = 736 pm, b = 804 pm, c = 734 pm. Dall'analisi dei dati si trova che la molecola è di tipo tetraedrico distorto avente simmetria C2v; distanze e angoli di legame ricavati per la struttura del dimetilsolfone allo stato solido sono i seguenti:
r(C–S) = 178 pm; r(S=O) = 144 pm; 
∠(CSC) = 103,0°; ∠(OSO) = 117,9°.
La struttura della molecola è stata indagata anche in fase gassosa, dove la molecola non è costretta ad impaccarsi in un reticolo e a dover interagire con molecole vicine, attraverso la tecnica della diffrazione elettronica e i dati strutturali salienti ricavati sono:
r(C–S) = 177,0 pm; r(S=O) = 142,5 pm; r(C–H) = 107,7 pm;
∠(CSC) = 102,5°; ∠(OSO) = 127,1°; ∠(HCH) = 109,8°;
I legami C–S sono significativamente più corti del normale (182 pm) e un po' anche rispetto al dimetilsolfossido, DMSO, (179,9 pm); i legami S=O sono appena più corti del normale (143,2 pm) e significativamente più corti (148,5 pm) rispetto al DMSO, come pure i legami C–H (109 pm).
L'angolo C–S–C è più stretto del valore tetraedrico di 109,5° per l'ibridazione sp3 dell'atomo di zolfo centrale, mentre l'angolo O=S=O ne è notevolmente più ampio, anche rispetto a quello in SO2 (119°) in cui S è ibridato sp2. Questo andamento è in parte spiegabile con il fatto che un legame doppio richiede più spazio angolare rispetto ad un legame singolo, in accordo alle indicazioni VSEPR.
Come atteso dalla presenza di legami S=O fortemente polari e la presenza di metili elettron-repulsori (effetto induttivo +I), la molecola del dimetilsolfone è notevolmente polare (μ = 4,47 D), un po' più del dimetilsolfossido (4,10 D), con un solo legame S=O, e molto di più dell'anidride solforosa SO2 (1,63 D), mancante dei metili.
A causa della sua polarità e stabilità termica, il MSM viene utilizzato industrialmente come solvente ad alta temperatura sia per le sostanze organiche che per quelle inorganiche.
L'ossidazione del dimetilsolfossido produce il dimetilsolfone, sia in condizioni di laboratorio che metabolicamente.
Anche se non sono stati approvati o riconosciuti, fino ad ora, usi medici per il MSM, sono stati rivendicati e studiati, ma non riconosciuti scientificamente, una serie di benefici del suo uso per la salute. Stanley W. Jacob ha riferito di aver somministrato MSM ad oltre 18.000 pazienti con diversi disturbi per i quali il MSM sembra essere utile. 
Ad oggi, il MSM è venduto come integratore alimentare e commercializzato in numerosi paesi con una varietà di rivendicazioni, spesso in combinazione con glucosamina e/o condroitina per aiutare a curare o prevenire l'osteoartrite. Sempre come integratore, viene utilizzato negli sciroppi come mucolitico sebbene, anche in questo caso, non vi sia un riconoscimento universalmente accettato dei suoi benefici. Allo stesso modo, viene impiegato in creme ad uso topico per i suoi effetti antinfiammatori.
A tal proposito, nell'ottobre 2000, negli Stati Uniti, la Food and Drug Administration ha diffidato un produttore di MSM, Karl Loren, dal pubblicizzare le azioni terapeutiche del MSM, poiché il commercio di farmaci senza l'approvazione della FDA è illegale in USA.